# Chiesa di Sant'Antonio (Predappio)
La chiesa di Sant'Antonio è il principale luogo di culto cattolico e la parrocchiale di Predappio, in provincia di Forlì-Cesena e diocesi di Forlì-Bertinoro; fa parte del vicariato della Val di Rabbi.

## Storia
La costruzione di una chiesa parrocchiale venne progettata durante il processo di fondazione di Predappio Nuova, organizzata dall'ingegner Florestano di Fausto. Con lo spostamento della popolazione dall'antico borgo verso il centro di nuova fondazione, l'edificazione di una chiesa era stata considerata indispensabile per il funzionamento del nuovo paese.
Nel 1925, su un terreno donato da un privato e sotto il patrocinio di Rachele e Arnaldo Mussolini, fu posta la prima pietra della chiesa che doveva essere il principale luogo di culto della nuova Predappio. Questa chiesa, nota come Chiesa di Santa Rosa, è dedicata a Santa Rosa da Lima, si trova in prossimità dell'ingresso del paese, contiene opere d'arte notevoli, come la Madonna del Fascio ed è legata a un oratorio e un asilo. Tuttavia la chiesa si rivelò di dimensioni insufficienti per il paese in crescita, così nel 1926 il Ministero dei lavori pubblici bandì un secondo concorso per la realizzazione di una chiesa di maggiori dimensioni. Il concorso nazionale mirava a un progetto di grande qualità architettonica che portasse alla realizzazione di una chiesa dall'aspetto monumentale.
Il concorso fu vinto da Cesare Bazzani nel 1926, al tempo all'apice della sua carriera professionale. Nell'ottobre del 1931 Rachele Mussolini presenziò alla posa della prima pietra della chiesa, dedicata a Sant'Antonio da Padova, personaggio importante per la Romagna e noto da giovane come Antonio da Forlì, del quale in quell'anno ricorreva il settimo centenario della morte. 
La chiesa venne ultimata in tre anni e inaugurata il 27 ottobre del 1934, anniversario della Marcia su Roma e Anno Santo della Redenzione, giubileo straordinario indetto da Pio XI.
Nel 1937 dietro la chiesa venne edificato il convento e la chiesa venne data in gestione ai Minori Osservanti che la abbandonarono nel 1997. Dal 1940 è parrocchia. A quella data risale anche la collocazione dell'organo. Il primo parroco fu padre Vittorino Liverani a cui è dedicato un busto bronzeo nel piccolo parco a sinistra della chiesa. 
Nel 1941 venne realizzata una copia della Grotta di Lourdes al lato destro dell'altare maggiore, il coro risale invece al 1942.

## Descrizione

### Esterno

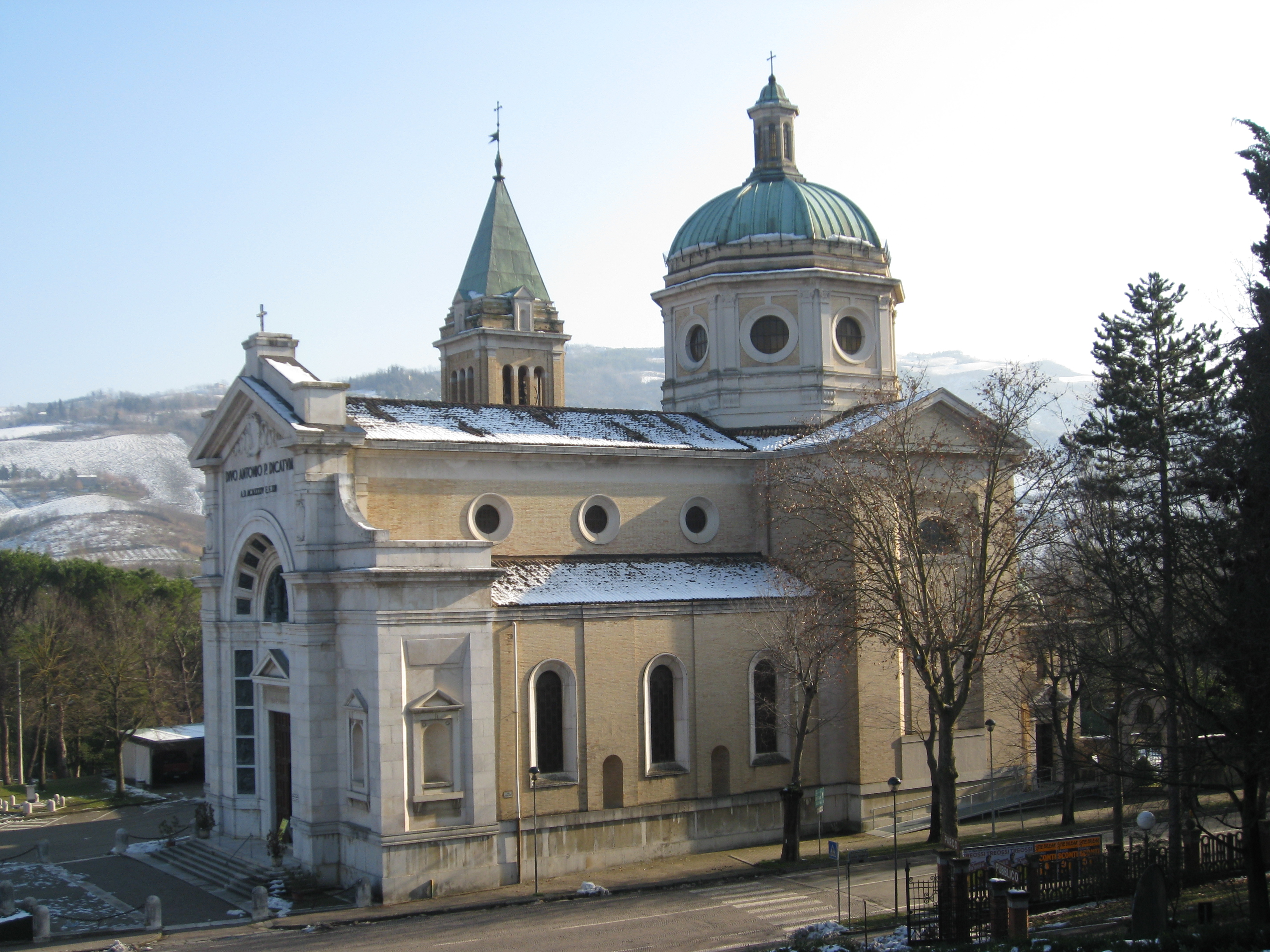
Veduta esterna

Lo studio di Bazzani per il progetto della nuova chiesa mirava a unire gli stilemi della tradizione classica, cari al linguaggio del regime, con elementi compositivi tipici del Quattrocento e del Cinquecento. La chiesa misura 41 metri in lunghezza e 20 metri di larghezza, la cupola è alta 40 metri. La collocazione è alla fine del viale principale, isolata e ben visibile. L'architettura monumentale e la sua posizione scenografica lo rendono l'edificio più importante della piazza, soddisfacendo pienamente le aspettative del concorso bandito.
La facciata della chiesa è rivestita da lastre di marmo di Cagli e Trani. Nella lunetta bronzea, opera di Publio Morbiducci, è collocata l'immagine di Sant'Antonio appoggiata su un ceppo di quercia e contornata da rondini in volo, pesci e ornamenti floreali, con sopra la scritta UBI NON EST CHARITAS IBI ANGUSTIA. Intorno, in maniera radiale, sono disposte formelle con teste di angeli. Il portale è stato restaurato nel 2005 da Mario Zoli. Intorno a esso, sempre di Publio Morbiducci si trovano dieci formelle in bronzo che rappresentano episodi della vita di Sant'Antonio (Il miracolo della mula, la predica ai pesci, l'incontro con il brigante Ezzelino da Romano, l'incontro con il papa Gregorio IX, un bambino che difende la madre, la guarigione del piede del giovane, la difesa di un uomo innocente, la resurrezione di un bambino, la morte di Sant'Antonio).
La torre campanaria, ispirata al campanile di San Marco a Venezia, servì da prototipo per molti dei campanili costruiti in quegli anni in tutto il forlivese. È realizzata in laterizio di colore giallo chiaro e presenta una cella campanaria aperta ai quattro lati.

### Interno

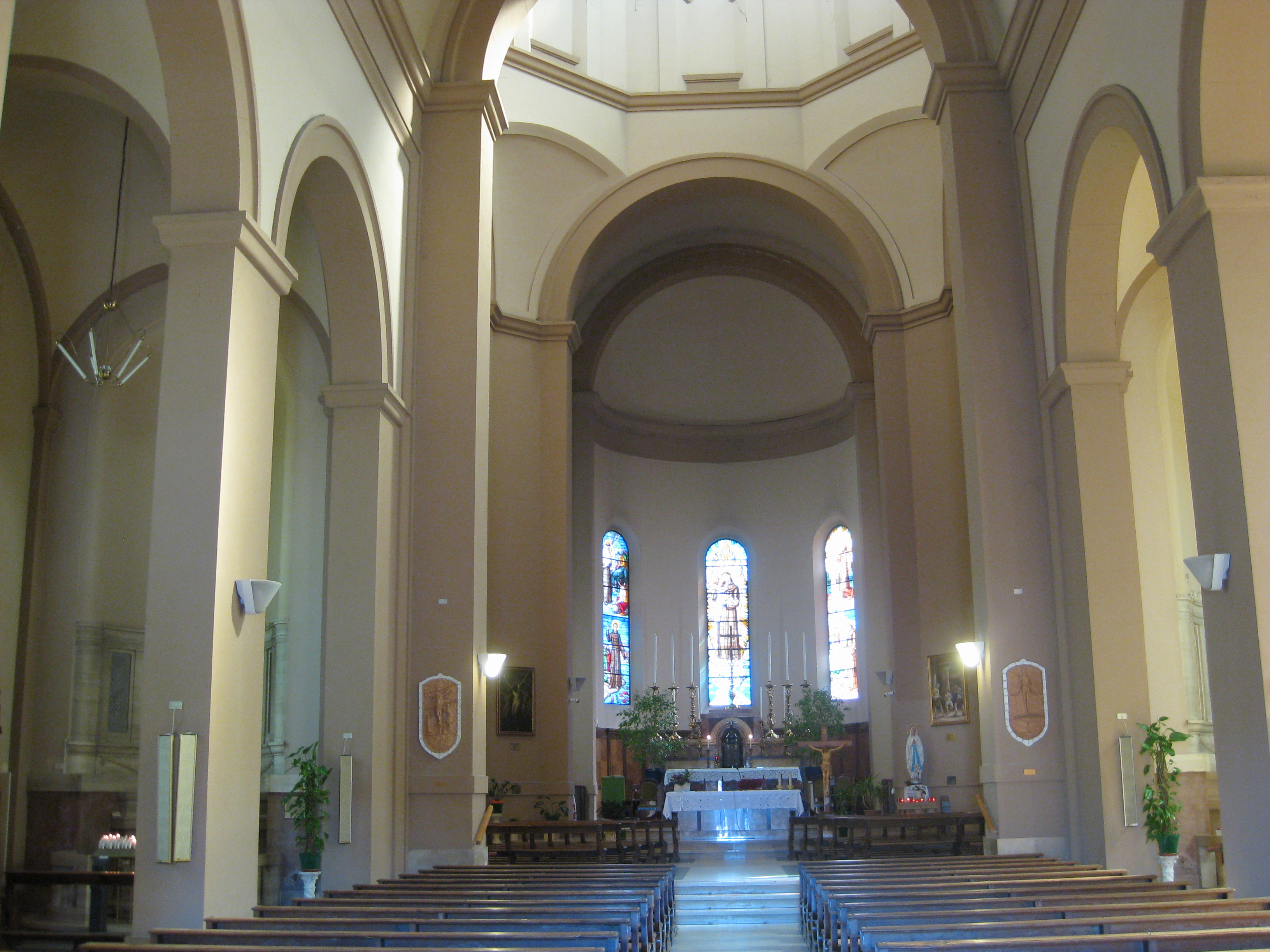
Interno

La chiesa presenta un impianto a croce latina a tre navate: le due laterali di dimensioni contenute, mentre la centrale ampia e voluminosa. All'incrocio del transetto con la navata principale si innalza un tiburio, a pianta ottagonale, che sorregge una cupola dalle fogge bramantesche, ricoperta esternamente da lastre di rame. La chiesa è in asse con il corso e ne presenta la medesima larghezza.
L'interno della chiesa attualmente è spoglio anche se i progetti ne prevedevano la decorazione. Oltre al rivestimento marmoreo, era previsto infatti un ciclo di affreschi sulle pareti laterali affidato alla mano di Ubaldo Oppi.
L'abside centrale presenta tre vetrate policrome che raffigurano episodi della vita di Sant'Antonio, mentre nel presbiterio è notevole il coro di legno di quercia e noce con dieci stalli (1942) e la decorazione del tabernacolo, in rame sbalzato che raffigura un pellicano (1941). Al lato sinistro dell'altare è collocata una Crocifissione di Benito Partisani e dalla parte opposta una Flagellazione di Gino Erbacci. Gli altari laterali presentano due grandi quadri: San Francesco che predica la pace di Giovanni Battista Crema e il Sacro Cuore di Gesù di Corrado Mezzana. Nell'altare di destra si trova anche una statua lignea raffigurante Santa Elisabetta di Ungheria.
Alla fine delle due navate laterali si trovano a destra una statua lignea della Madonna realizzata da Domenico Moroder e a sinistra, inserita in una struttura elaborata, una spina ritenuta della corona del Cristo e portata in dono da Roma dalla marchesa Clotilde Serlupi Crescenzi Antici Mattei. Il progetto della struttura è di Corrado Mezzana. In controfacciata, in corrispondenza dell'organo, si trovano due ambienti di cui quello di sinistra contiene il fonte battesimale 
La Via crucis, comprendente quattordici stazioni in terracotta e legno d'ulivo, è stata realizzata da Publio Morbiducci e collocata lungo le pareti delle navate laterali.

#### Organo a canne
Sulla cantoria in controfacciata, si trova l'organo a canne Mascioni opus 516, costruito nel 1938. Lo strumento è a trasmissione elettrica e dispone di 15 registri. La consolle, anch'essa in cantoria, è fissa e indipendente e dispone di due tastiere di 61 note ciascuna e pedaliera concavo-radiale di 32 note. L'organo è stato realizzato su progetto  del maestro Ferruccio Vignanelli del Pontificio Istituto di Musica Sacra e donato dal conte romano Alessandro Frontoni.